# 不小心繼承了牛郎店
《不小心繼承了牛郎店》是日本富士電視台於2023年4月18日至7月4日每週二播出的電視劇，由櫻井由紀主演。
臺灣由KKTV於2023年4月19日起獨家跟播。

## 劇情概要
主角本橋久美子是任職於廣告代理商公司的小職員。某日，突然收到叔叔的遺囑，以社長的身份繼承了一間位於歌舞伎町名為「MAJEST」的牛郎俱樂部。從此，與一群個性十足的牛郎們一起努力，守護並重振即將面臨倒閉危機的牛郎俱樂部。

## 登場人物

### MAJEST
- 本橋久美子〈34〉：櫻井由紀

主角。在廣告公司工作培養出的待客能力、抗壓能力、領導能力、文書處理能力。
- 直樹〈34〉：三浦翔平

俱樂部的重要幹部。頭銜為「社長」。
- Masato〈28〉：八木勇征（FANTASTICS）

俱樂部的重要幹部。頭銜為「代表」。頭牌牛郎。
- 夜空流星〈19〉：宮世琉彌

名門大學生。新人牛郎。
- 神童琉衣〈24〉：鈴木優華

女扮男裝牛郎。
- GAKU〈34〉：笠原秀幸

早上是上班族，晚上是牛郎。
- ナッシー〈34〉：坂口涼太郎

工作人員。
- 小田切翔〈24〉：川本光貴

新人牛郎。
- 佐伯千里：竹田光稀

牛郎。
- 藤原元成：真崎傑

牛郎。
- 如月武蔵〈29〉：兼近大樹（EXIT）

俱樂部的重要幹部。頭銜為「總支配人」。
- 本橋晃司：杉本哲太

久美子的叔叔。

### CAELUM
- エル：西山潤

牛郎。

### 東亞 Ad Agency
- 西野莉奈〈26〉：志田彩良

久美子的後輩。
- 尾田秀雄〈43〉：西之園達大

創意總監。
- 岡村明見〈41〉：吉本菜穗子

久美子的上司。

## 製作團隊
- 編劇：中村允俊
- 導演：日暮謙、木内健人
- 音樂：王舟
- 片頭曲：石川花「Touch my heart」（SDR）
- 片尾曲：超特急「Call My Name」（SONIC GROOVE）
- 總製作人：河西秀幸
- 製作人：三方祐人、山本喜彦、布施等
- 製作協力：MMJ
- 製作：關西電視台

## 播放日程
| 集數                                                                      | 播出日期 | 標題 | 導演     | 收視率 |
| ------------------------------------------------------------------------- | -------- | ---- | -------- | ------ |
| 第1話                                                                     | 4月18日  |      | 日暮謙   | 2.5%   |
| 第2話                                                                     | 4月25日  |      | 日暮謙   | 2.6%   |
| 第3話                                                                     | 5月02日  |      | 日暮謙   | 2.4%   |
| 第4話                                                                     | 5月09日  |      | 日暮謙   | 2.7%   |
| 第5話                                                                     | 5月16日  |      | 木内健人 | 1.9%   |
| 第6話                                                                     | 5月23日  |      | 木内健人 | 2.1%   |
| 第7話                                                                     | 5月30日  |      | 木内健人 | 2.5%   |
| 第8話                                                                     | 6月06日  |      | 木内健人 | 2.5%   |
| 第9話                                                                     | 6月13日  |      | 日暮謙   | 2.2%   |
| 第10話                                                                    | 6月20日  |      | 日暮謙   | 1.9%   |
| 第11話                                                                    | 6月27日  |      | 日暮謙   | 2.0%   |
| 最終話                                                                    | 7月04日  |      | 日暮謙   | 2.3%   |
| 平均收視率 2.3%（收視率由Video Research調查關東地區、家戶的即時統計資料） |          |      |          |        |

## 外部連結
- 不小心繼承了牛郎店 （页面存档备份，存于）－關西電視台（日語）
  - 不小心繼承了牛郎店的X（前Twitter）
  - 不小心繼承了牛郎店的Instagram帳戶
  - 不小心繼承了牛郎店的TikTok
- 不小心繼承了牛郎店 （页面存档备份，存于）－富士電視台（日語）

| 關西電視台・富士電視台 週二電視劇★11 | 關西電視台・富士電視台 週二電視劇★11         | 關西電視台・富士電視台 週二電視劇★11 |
| ------------------------------------ | -------------------------------------------- | ------------------------------------ |
|                                      | 不小心繼承了牛郎店 （2023年4月18日－7月4日） |                                      |
| —                                    | 我們假結婚吧 （2023年7月11日－9月26日）      |                                      |